# 蒲生正男
蒲生 正男（がもう まさお、1927年2月17日 - 1981年6月2日）は、日本の社会人類学者。

## 経歴
1927年、東京で生まれた。明治大学政治経済学部政治学科に進学し、泉靖一に師事。1950年に卒業。
その後、東京都立大学助手に採用された。後に明治大学教授。学界では、日本民族学会会長を務めた。1981年に死去。

## 研究内容・業績
専門は文化人類学。アルフレッド・ラドクリフ＝ブラウンの影響を受け、全体主義的機能主義よるフィールドワーク重視の実証的研究を試みた。 

## 著作
著書
- 『日本人の生活構造序説』誠信書房 1960
  - 『増訂・日本人の生活構造序説』ぺりかん社 1978

編共著
- 『海を渡った日本の村』編、中央公論社 1962
- 『文化人類学』大林太良・村武精一共編、角川書店 1967
- 『文化人類学』祖父江孝男共編 有斐閣双書 1969
- 『文化人類学を学ぶ』山田隆治・村武精一共編 有斐閣選書 1979

- 『社会人類学』吉田禎吾共編 有斐閣双書 1974
- 『伊豆諸島：世代・祭祀・村落』坪井洋文・村武精一共著 未来社 1975
- 『現代文化人類学のエッセンス：文化人類学理論の歴史と展開』編、ぺりかん社 1978
- 『歴史的文化像：西村朝日太郎博士古稀記念』平田直春・山口昌男共編、新泉社 1980

訳書
- 『未開人の性生活』B.マリノウスキー著、泉靖一・島澄共訳、河出書房 1957
  - 再版 新泉社
- 『社会人類学：異なる文化の論理』ジョン・ビアッティ著、村武精一共訳、社会思想社 1968
- 『戦争の研究：武力紛争と攻撃性の人類学的分析』モートン・ブリード（英語版）,マーヴィン・ハリス,ロバート・F・マーフィー（英語版）編、大林太良・渡辺直経共訳 ぺりかん社 1970
- 『狩猟民』エルマン・サーヴィス（英語版）著、鹿島研究所出版会(現代文化人類学) 1972

追悼論文集
- 『社会人類学からみた日本：蒲生正男教授追悼論文集』村武精一・大胡欽一編、河出書房新社 1993

論文
- <蒲生正男